# Daniel Sanders
Daniel Sanders (ur. 12 listopada 1819 w Neustrelitz (Meklemburgia), zm. 11 marca 1897 tamże) – leksykograf niemiecki, autor 3-tomowego słownika języka niemieckiego i słowników wyrazów obcych. Konkurował z braćmi Grimm.

## Życiorys
Urodził się w rodzinie kupieckiej. Uczęszczał do szkoły gminy żydowskiej, a potem do gimnazjum w Neustrelitz. Po maturze w r. 1839 studiował nauki przyrodnicze, filozofię, filologię na uniwersytecie w Berlinie. W 1842 doktoryzował się na uniwersytecie w Halle z zakresu matematyki. Podejmuje pracę w swej rodzinnej miejscowości jako nauczyciel w szkole żydowskiej (jest kierownikiem szkoły), szkoła zostaje zamknięta w r. 1852. W 1848 r. Sanders aktywnie uczestniczy w wydarzeniach rewolucyjnych. W latach 40. ukazują się jego publikacje na temat nowogreckiej i meklemburskiej poezji ludowej. Choć w roku 1877 otrzymał tytuł profesora, funkcjonował do końca życia na marginesie środowiska naukowego.

## Polemiki z braćmi Grimm
Po ukazaniu się pierwszego tomu słownika Jakoba i Wilhelma Grimmów w roku 1852 Daniel Sanders publikuje pierwszą część swojej rozprawy krytykującej koncepcję tego słownika. Druga część tej krytycznej i obszernej recenzji (w sumie 335 stron) ukaże się rok później. Rozpoczyna też pracę nad swoim słownikiem języka niemieckiego z ambicją stworzenia dzieła dla całego narodu niemieckiego. Oto niektóre jego zarzuty pod adresem słownika Grimmów (który nawiasem mówiąc został ukończony dopiero po ponad 100 latach): skupienie się na historii słownictwa i brak bezpośredniego odniesienia do języka współczesnego, brak przykładów ilustrujących użycie, tendencyjność w doborze przykładów, przypadkowość w doborze haseł, złożeń i derywatów, niekonsekwencje w zakresie opisu mikrostruktury, w tym w opisie znaczenia wyrazów, hermetyczność i niepraktyczność opisu – słownik nie jest przydatny dla przeciętnych użytkowników języka niemieckiego. Krytyka spotkała się z ostrą reakcją Jakoba Grimma i jego współpracowników. Karl Weigand zarzucił Sandersowi, iż ten nie ma prawa do takich wypowiedzi, gdyż w jego żyłach nie płynie „niemiecka krew”.
W odróżnieniu od braci Grimm Sanders w swojej pracy leksykograficznej koncentrował się na języku współczesnym, starał się pokazać język w użyciu. Opis miał być zrozumiały i przydatny dla zwykłych użytkowników języka. W roku 1854 Sanders publikuje swój „Program nowego słownika języka niemieckiego”. Proponuje w nim „nieromantyczną” koncepcję słownika narodowego, zorientowanego na język współczesny. Bogata działalność leksykograficzna Sandersa zaliczana jest do nurtu oświeceniowego, podczas gdy Grimmowie eksponowali wątki narodowo-romantyczne.

## Inne formy twórczości
Daniel Sanders jest nie tylko autorem obszernego 3-tomowego słownika języka niemieckiego (ok. 220 000 haseł), ale też innych znaczących słowników (niektóre miały wiele wydań), w tym słownika onomazjologicznego (tematycznego), objaśniającego słownika wyrazów obcych, słownika zniemczającego, słownika cytatów itp.
Mimo to pozostał w cieniu wielkich braci Grimm. Ze względu na swoje żydowskie pochodzenie był często ignorowany lub wręcz atakowany przez współczesnych mu słownikarzy. Nie mogły się spodobać artykułowane przez Sandersa jego zamiary stworzenia niemieckiego słownika narodowego, gdyż to zadanie zarezerwowane było dla Jakoba i Wilhelma Grimmów. W kwestii wyrazów obcych zajmował dosyć umiarkowane stanowisko, nie przyłączając się do radykalnych purystów.
Sanders zajmował się też problemem pisowni języka niemieckiego, uczestniczył w pierwszej konferencji poświęconej reformie ortografii w Berlinie w roku 1876  (por. Konrad Duden). Był autorem podręczników, autorem rozpraw naukowych z zakresu etnografii i literatury, tłumaczem, był wreszcie autorem utworów literackich przeznaczonych dla dzieci i młodzieży.

## Publikacje (wybór)
- Daniel Sanders: Das Volksleben der Neugriechen, dargestellt und erklärt aus Liedern, Sprichwörtern, Kunstgedichten, nebst einem Anhange von Musikbeilagen und zwei kritischen Abhandlungen. Mannheim: Friedrich Bassermann, 1842.
- Daniel Sanders: Das deutsche Wörterbuch von Jacob Grimm und Wilhelm Grimm, kritisch beleuchtet. Heft 1, 2. 1852-1853.
- Daniel Sanders: Programm eines neuen Wörterbuches der deutschen Sprache. Leipzig 1854.
- Daniel Sanders: Wörterbuch der deutschen Sprache. Mit Belegen von Luther bis auf die Gegenwart. 3 Bde. Leipzig: Otto Wigand, 1860-1865/1969.
- Daniel Sanders: Handwörterbuch der deutschen Sprache. Leipzig: Otto Wigand 1869.
- Daniel Sanders: Fremdwörterbuch. 2 Bde. Leipzig: Otto Wigand, 1871.
- Daniel Sanders: Kurzgefasstes Wörterbuch der Hauptschwierigkeiten in der deutschen Sprache. Berlin 1871. 38. Aufl. ca. 1908, bis zu 44. Aufl., o.J.
- Daniel Sanders: Deutscher Sprachschatz, geordnet nach Begriffen …Hamburg: Hoffmann und Campe, 1873-1877.
- Daniel Sanders: Orthographisches Wörterbuch oder alphabetisches Verzeichnis aller deutschen oder im Deutschen eingebürgerten Wörter mit schwieriger oder fraglicher Schreibweise in endgültiger Feststellung. Leipzig: Brockhaus, 1875.
- Daniel Sanders: Geschichte der deutschen Sprache und Literatur bis zu Goethes Tod. Berlin: Langenscheidt’sche Verlags-Buchhandlung, 1879.
- Daniel Sanders: Kurzgefasstes Hilfsbuch der Rechtschreibung, Leipzig: Breitkopf und Härtel, 1880.
- Daniel Sanders: Verdeutschungswörterbuch. Leipzig: Otto Wigand, 1884.
- Daniel Sanders: Geschichte der neugriechischen Literatur. 1884.
- Daniel Sanders: Citatenlexikon. Sammlung von Citaten, Sprichwörtern, sprichwörtlichen Redensarten und Sentenzen. Leipzig: J. J. Weber, 1899; 4. unveränderte Auflage 1922. Niektóre z tych prac są obecnie dostępne w wersji zdigitalizowanej.